# کاگوها
کاگوها (نام علمی: Rhynochetos) گونه‌ای از پرندگان زمین‌زی است که در تیرهٔ تک‌نماد Rhynochetidae قرار دارد. این پرنده شامل دو گونه است که هر دو بومی کالدونیای جدید هستند و یکی از آنها منقرض شده است.

## گونه‌ها
- Rhynochetos jubatus Verreaux & Des Murs، 1860 – کاگو
- † Rhynochetos orarius Balouet & Olson، 1989 – کاگوی جلگه‌ای